# Symbiotaphrina kochii
Symbiotaphrina kochii är en svampart som beskrevs av Jurzitza ex W. Gams & Arx 1980. Symbiotaphrina kochii ingår i släktet Symbiotaphrina, divisionen sporsäcksvampar och riket svampar.   Inga underarter finns listade i Catalogue of Life.